# Beirut (гурт)
Beirut — американський музичний гурт із Санта-Фе, штату Нью-Мексико, що спочатку був сольним проєктом Зака Кондона, а вже пізніше переріс у гурт. Перші виступи гурту відбулись у травні 2006 року в Нью-Йорку, в підтримку виходу їхнього дебютного альбому Gulag Orkestar. Музика гурту поєднує у собі елементи Східноєвропейської музики та Балканського фолку, а також гурт є яскравим представником інді культури.

## Історія

### Ранні роки
Зак Кондон народився у Санта-Фе, штат Нью-Мексико 13 лютого 1986 року. Він частоково ріс у Ньюпорт-Ньюс, штат Вірджинія, частково у Санта-Фе, штат Нью-Мексико. Його творчий шлях почався у підлітковому віці з гри на трубі у джаз бенді. У цей період йому також дуже подобалася мексиканська музика, як-от Маріачі. Також він працював у кінотеатрі, в якому крутили іноземне кіно, де почав цікавитися музикою фільмів Федеріко Фелліні та сицилійською духовою похоронною музикою.
Пізніше вступає у вищу школу Санта-Фе, дуже скоро кидає її. Вступає до коледжу, який також дуже швидко кидає і вирушає у подорож Європою зі своїм старшим братом Раяном. На той час Заку Кондону було 17 років. Тут він відкриває для себе балканський фолк, Ґорана Бреґовича, Бобана Марковича. Це відкриття та подальше дослідження світової музики затвердило особливе інструментальне звучання гурту. Музика Зака Кондона певним чином вплинула на творчість його молодшого брата Роса Кондона, який грає у бруклінському гурті Total Slacker.

### Gulag Orkestar
Після повернення з Європи, вступає до Університету в Нью-Мексико, де вивчає португальську мову та фотографію.
Основну частину матеріалу для альбому Gulag Orkestar він записав сам у власній спальні, а потім вже дописав альбом у студії разом із Jeremy Barnes (Neutral Milk Hotel, A Hawk and a Hacksaw) та Heather Trost (A Hawk and a Hacksaw), які стали першими учасниками гурту Бейрут.
На основі цих записів Зак Кондон видав альбом Gulag Orkestar (травень, 2006) на студії Ba Da Bing! Records, підписавшись як Beirut. Зак запросив своїх друзів зіграти з ним на концерті у Нью-Йорку, саме так і народився гурт.
Перше офіційне відео було зроблено на пісню «Elephant Gun», наступне на пісню «Postcard from Italy», зняте Alma Har'el. В перший раз повним складом Beirut грали у 2007 році на Lon Gisland EP.

### The Flying Club Cup
Більша частина наступного альбому The Flying Club Cup записувалася у тимчасовій студії в Альбукерке, а закінчили писати на студії Arcad Fire у Квебеці, Канада. У музиці чується вплив французького шансону, яким тоді цікавився Зак Кондон, а саме творчістю Жаске Бреля, Сержа Гінсбура та Іва Монтана. Його також дуже цікавив французький кінематограф та культура, власне це і було першопричиною подорожі до Європи. Реліз The Flying Club Cup офіційно відбувся у жовтні 2007 року, у вересні вони брали участь у відеопроєкті Вінсента Муна Take-Away Show. Також Вінсент Мун зняв відео на музику альбому Cheap Magic Inside. Пізніше відео було викладене у вільний доступ в інтернет.

### March of the Zapotec
У квітні 2008 року Beirut скасував заплановане європейське турне. Гурт здійснив американську частину туру, але перед європейською частиною Зак Кондон заявив, що він дуже виснажився після двох місяців турне. У січні 2009 року Бейрут записали подвійний EP March of the Zapotec/Holland. Перша частина EP March of the Zapotec написана під враженням від останньої подорожі до Мексики, штат Оахака. А Holland це електронна музика, яку Зак Кондон видав під ім'ям «Realpeople». Шостого лютого 2009 року Бейрут виступили «Пізньому шоу з Девідом Леттерманом» з піснею «A Sunday smile».

### The Rip Tide
На початку червня 2011-го року під час туру в Сполучених Штатах Beirut анонсували про вихід свого нового альбому The Rip Tide, який вони записували минулою зимою. Альбом вийшов 30-го серпня того ж року. Також вони випустили сингл до альбому East Harlem, який був записаний на Live at the Music Hall of Williamsburg і B-side «Goshen». Альбом виданий на власні кошти Зака Кондона і записаний на його власній студії Pompeii Records. Критики та товариші музиканти відзначили, що на відміну від попередніх альбомів, які переважно складалися з елементів мексиканського, французького та балканського фольклору, цей альбом вийшов більш поп-орієнтованим. Альбом також відрізняється від попередніх тим, що музиканти писали музику граючи водночас, не розкладаючи на звукові доріжки. Хоча вокальну партію Зак Кондон писав зверху пізніше.

## Склад
Зак Кондон грає на флюгельгорні та гавайській гітарі. Він придбав її як сценічну забавку, але пізніше йому сподобалося її звучання. Він почав на ній грати, попри те, що мав травму на зап'ясті, яка заважає йому грати на звичайній гітарі. Також Зак Кондон грає на трубі, еуфоніумі, мандоліні, акордеоні, різних клавішних інструментах і на мушлі.
Основний склад:
- Зак Кондон — вокал, і т. д.
- Perrin Cloutier — акордеон, віолончель
- Nick Petree — ударні, перкусія, мелодіка
- Paul Collins — бас-гітара, контрабас
- Келлі Прет — труба, валторна, дзвіночки
- Ben Lanz — тромбон, туба, дзвіночки

Минулий склад:
- Kristin Ferebee — скрипка
- Jason Poranski — гітара, мандоліна, гавайська гітара
- Heather Trost — скрипка, альт
- Jon Natchez — баритон саксофон, мандоліна, дзвіночки
- Tracy Pratt — труба, еуфоніум, флюгельгорн
- Greg Paulus — труба
- Jared van Fleet — фортепіано

## Інші проєкти

### Realpeople
Електронний проєкт Зака Кондона. Саме під цим ім'ям він робив свій перший альбом The Joys of Losing Weight (2001), а також Holland EP. The Joys of Losing Weight офіційно не видавався. Проте передається з рук в руки в мережі Інтернет.

### 1971
У 2002 році Зак Кондон випустив Small-Time American Bats EP під ім'ям 1971 з другом Alex Gaziano (вокал, гітара), який пізніше заснував гурт Kidcrash.

### Soft Landing
Проєкт створений Paul Collins та Perrin Cloutier та Mike Lawless. Свій перший альбом, який так і називається Soft Landing випустили 20 жовтня 2010 року на Ba Da Bing records. Вони описали свій альбом, як поп-версію Beirut в поєднанні з фрік-фолком, з насиченим танцювальним бітом.

### Pompeii Records
Звукозаписуючий лейбл, створений Заком Кондоном у 2011 році, для того, щоб повністю контролювати створення власної музики. На цьому лейблі Beirut записали третій альбом The Rip Tide та попередній сингл East Harlem.

### Спільні проєкти
- Бере участь у записі першого й останнього треків Friend EP (2006) Bear.
- Зак Кондон грає на трубі, мандоліні та гавайській гітарі у A Hawk and Hacksaw в альбомі A Hawk and a Hacksaw and the Hun Hangár Ensemble (2007).
- Грає на трубі та гавайській гітарі у Alaska in Winter в альбомі Dance Party in the Balkans, (2007).
- Бере участь у записі пісні 2х2 гурту Get Him Eat Him, альбом Arms Down (2007).
- Разом з Pictureplane записують Found Too Low RMX (2009).
- Записує разом з The New Pornographers їх п'ятий альбом Together (2010).
- У 2011 році гурт Blondie на альбомі Panic of Girls записав кавер на «Sunday Smile», де Зак Кондон зіграв партію на трубі, а також у пісні «Le Bleu».
- Бейрут беруть участь у проєкті Red Hot Organization, записують пісню Mimizan на альбомі Dark Was the Night (2009). У 2011 р. співають пісню Каетано Велосо «O Leãozinho» Red Hot + Rio 2.
- Записує разом з Sharon Van Etten пісню We Are Fine з альбому Tramp (2012).

## Дискографія

### Студійні альбоми
- Gulag Orkestar  (2006)
- The Flying Club Cup  (2007)
- The Rip Tide (2011)
- No No No (2015)
- Gallipoli (2019)
- Hadsel (2023)
- A Study of Losses (2025)

### Міні-альбоми
- The Guns of Brixton / Interior of a Dutch House
- Lon Gisland
- Pompeii EP
- Elephant Gun EP
- March of the Zapotec/Holland EP

### DVD
- Cheap Magic Inside
- Beirut: Live at the Music Hall of Williamsburg